# Borislav Pelević
Borislav Pelević, en serbe cyrillique Борислав Пелевић (né le 22 novembre 1956 à Bublje près de Peć au Kosovo et mort le 25 octobre 2018 à Belgrade (Serbie)) est un homme politique yougoslave puis serbe.
Il est président du Parti de l'unité serbe et député à l'Assemblée nationale de la république de Serbie.

## Biographie
Borislav Pelević a effectué ses études primaires et secondaires à Peć, puis il a suivi les cours de la Faculté d'économie de l'Université de Belgrade, puis des cours de sport à Paris.

### Carrière politique
En 1993, Borislav Pelević fut un des fondateurs du Parti de l'unité serbe avec Željko Ražnatović Arkan. Après l'assassinat d'Arkan, survenu le 15 janvier 2000, il lui succéda à la tête du parti. Il participa à l'élection présidentielle serbe de 2004, où il obtint 14 317 voix soit 0,46 % des suffrages.
Le 23 décembre 2007, le Parti de l'unité serbe a décidé de fusionner avec le Parti radical serbe de Vojislav Šešelj et de Tomislav Nikolić. De fait, aux élections législatives serbes de mai 2008, Borislav Pelević a été élu député sur la liste du Parti radical serbe.

### Autre
Borislav Pelević a été président de la fédération de kickboxing de la Serbie-et-Monténégro. En 1997, dans ce domaine, il a écrit un livre intitulé Kik boks – Teorija i metodika. Il parle français et anglais. 